# 大卫·拉克辛
大卫·拉克辛（英語：David Raksin，1912年8月4日—2004年8月9日），美国作曲家。他曾为100部电影300部电视剧写过配乐。被誉为美国电影音乐之父。他早期曾为卓别林电影《摩登时代》写过配乐。1944年他为影片《羅娜秘記》配乐，大获成功。羅娜主题歌成为1945年美国流行歌曲。2005年美国电影学会推出《AFI百年百大电影配乐》，《羅娜》配乐被列为第七。

## 生平
大卫·拉克辛生于宾州费城的一个俄罗斯裔犹太家庭，父亲是一个交响乐指挥。中学时代就在一个舞会乐队演奏。后来他进入宾州大学跟随 哈爾‧麥克唐納学习作曲，之后又分別在纽约和洛杉矶跟随艾沙道尔·弗里德和阿諾·荀白克学习作曲。以后他在加州大學洛杉磯分校與南加州大学讲授音乐。